# Akuyaku Reijō Level 99: Watashi wa Ura-Boss desu ga Maō de wa Arimasen
Akuyaku Reijō Level 99: Watashi wa Ura-Boss desu ga Maō de wa Arimasen (悪役令嬢レベル99　～私は裏ボスですが魔王ではありません～ lit. Villana nivel 99: Soy la jefa secreta, pero no soy el Rey Demonio?), conocida como Villainess Level 99: I May Be the Hidden Boss but I'm Not the Demon Lord o simplemente Villainess Level 99, es una serie de novelas ligeras japonesas escritas por Satori Tanabata con ilustraciones de Tea. Inicialmente comenzó a serializarse como una novela web publicada en el sitio de publicación de novelas Shōsetsuka ni Narō en junio de 2018. Luego fue adquirida por Fujimi Shobo, quien comenzó a publicarla como una novela ligera bajo su sello Kadokawa Books en mayo de 2019.
Una adaptación al manga ilustrada por Nokomi comenzó a serializarse en la revista B's LOG Comic de Enterbrain en febrero de 2020. Se ha anunciado una adaptación al anime producida por el estudio Jumondō y se estrenó en enero de 2024.

## Sinopsis
Yumiella Dolkness es la típica villana de un videojuego de rol otome titulado Light Magic and the Hero, excepto por el hecho de que también es una poderosa jefa oculta, pero no siempre fue así. En su vida pasada, no era más que una estudiante universitaria introvertida y una gamer devota. Es así que cuando se da cuenta de que ha reencarnado en el cuerpo de una jefa oculta, está decidida a mantenerse alejada de los protagonistas y evitar su muerte a manos de ellos. Lo único que Yumiella quiere tener es una vida tranquila, pero lo que le da lástima es que cuando sus instintos de gamer hacen acto de presencia, no puede ignorar sus increíbles estadística. 
Es entonces que, con tiempo de sobra antes de empezar su vida en la academia, se deja llevar un poco y alcanza el nivel 99, y cuando todos los demás se enteran de esto, se hacen una idea equivocada de su poder y creen que es el Rey Demonio.

## Personajes

### Principales
Yumiella Dolkness (ユミエラ・ドルクネス Yumiera Dorukunesu?)
Seiyū: Fairouz Ai (CD drama, vomic, anime)  
La personaje protagonista. Una joven del Japón moderno reencarnada dentro de un juego otome como la antagonista destinada a ser el jefe final secreto que aparece sorpresivamente después después de la derrota del Rey Demonio y que supera el poder de este con creces. Sin embargo, ella planea vivir una vida pacífica y su "alma de gamer" se encendió después de practicar el uso de sus poderes de magia oscura en una mazmorra y pasó el resto de su infancia subiendo de nivel, alcanzando el nivel 99 en el proceso. 
Yumiella intenta hacerse amiga de Alicia para aliviar la paranoia, pero los objetivos de captura la siguen interfiriendo en el proceso. Ella está intensamente dedicada a su método para subir de nivel y tiene problemas para expresar sus sentimientos, pero tiene buenas intenciones y es bastante bondadosa. Yumiella no tiene lealtad al reino o interés en la política, o aprecio por su familia ya que la rechazó e ignoró; solo tiene un vínculo con Patrick, con quien entabla una amistad y posteriormente un romance.
Patrick Ashbatten (パトリック・アッシュバトン Patorikku Asshubaton?)
Seiyū: Yūma Uchida (CD drama, vomic, anime)  
El protagonista masculino y el único compañero de clase de Yumiella que no le temía. Él es el hijo de un margrave y un estudiante bastante bueno en la magia de viento. Al acercarse a ella por primera vez después de darse cuenta de que su peculiar método de hacer las cosas hará que ella o los demás la maten, él desarrolla sentimientos por Yumiella, pero no puede transmitirlos durante mucho tiempo y, mientras tanto, mantiene sus ideas locas bajo control. Más tarde se convierte en nivel 99 como ella, cumpliendo con su estándar (falso) para un cónyuge.
Ryu (竜?)
Seiyū: Jun'ichi Yanagita (anime)
El dragón mascota de Yumiella. Originalmente destinado a ser encontrado por Alicia durante un evento. Yumiella nutrió el huevo de Ryu con su magia oscura, lo que resultó en la eclosión de un dragón negro adulto en cuestión de días. Es bastante dócil y afectuoso, actúa más como un perro que como una bestia feroz, pero todavía es temido por casi todos, excepto por Yumiella y Eleonora.
Alicia Ehnleit (アリシア・エンライト Arishia Enraito?)
Seiyū: Azumi Waki (CD drama, vomic, anime) 
La heroína y protagonista del juego. Tiene miedo de Yumiella, debido a su magia de luz que le hace percibir a esta última como un humo oscuro con ojos brillantes. Alicia intenta encontrarse con Yumiella a medio camino para hacerse amiga de ella, pero los objetivos de captura siguen bloqueándola, incluso impidiendo que Alicia suba de nivel, dejándola completamente débil y sin preparación para enfrentarse al Señor Oscuro.

### Academia de Magia
Eleonora Hillrose (エレノーラ・ヒルローズ Erenōra Hirurōzu?)
Seiyū: Rina Hidaka (anime) 
La antagonista secundaria del juego e hija noble de los Hillrose, líder de los nobles extremistas. Inicialmente se acercó a Yumiella para que se uniera a su facción, pero termina revelándose como una chica ingenua y enamorada perdidamente de Edwin. Sus "amigos" utilizan a Eleonora como chivo expiatorio para molestar a Alicia, aunque ella no es consciente de que sus acciones la hacen quedar mal ante los ojos de Edwin. Eleonora se hace amiga de Yumiella por su amor compartido por los dragones y el hecho de que Yumiella no se está aprovechando de ella, pudiendo ser honesta y abierta solo con ella. Al igual que Patrick, ella no teme a Yumiella y posiblemente sienta algo por ella.
Jessica Monford (ジェシカ・モンフォード Jeshika Monforudo?)
Seiyū: Konomi Inagaki (anime)
Una noble perteneciente a la familia Monford. En el juego, es una de las personajes aliadas de la Alicia, mientras que en la versión actual, ella cambia cuando se le acerca a Yumiella para pedirle su ayuda de acabar con unos dragones que se encuentran en el dominio de los Monford.

### Objetivos de captura
A diferencia de los objetivos de captura originales del juego Light Magic and the Hero, son muy engreídos e inmediatamente acuden en masa a Alicia, pensando que Yumiella estaba haciendo trampa en la prueba de nivel y constantemente la enemistan e incluso le impiden interactuar con Alicia (lo cual es imposible, haciendo en algunas ocasiones en las que no pueden interferir); sin embargo, pronto comienzan a simpatizar con ella. Mientras la acosaban por su nivel, los chicos sin darse cuenta revelaron al público el secreto de estado sobre el resurgimiento del Señor Oscuro. Debido a su rápida pero mimosa relación con Alicia, ella se está quedando atrás y no está preparada para enfrentar al Señor Oscuro, razón por la cual Yumiella es elegida para unirse a ellos como grupo para poder derrotarlo.
Edwin Valschein (エドウィン・バルシャイン Edōwin Barushain?)
Seiyū: Taku Yashiro (CD drama, vomic, anime) 
El segundo príncipe del reino de Valschein y un espadachín mágico capaz de manejar los cuatro elementos básicos (agua, tierra, aire y fuego). Al principio, estúpidamente intenta expulsar a Yumiella por mentir sobre su nivel 99, sin saber que ella frenó a los otros dos intereses amorosos de antemano. Una vez que ella demostró su hechizo de agujero negro definitivo, él se rindió y se concentró exclusivamente en cortejar a Alicia. A diferencia de los demás, finalmente ve que maltratar y desconfiar de Yumiella fue una tontería después de enterarse de su verdadero carácter por parte de Patrick, pero no puede convencer a los demás para que no la acosen; sin embargo, pronto comienzan a cambiar su perspectiva sobre ella.
Oswald Grimsarde (オズワルド・グリムザード Ozuwarudo Gurimuzādo?)
Seiyū: Kōhei Amasaki (CD drama, vomic, anime)
Un prodigio de la magia, capaz de manejar los cuatro elementos clásicos incluso mejor que Edwin. Yumiella le dio un complejo de inferioridad al destruir un muñeco objetivo al que Oswald solo podía hacer mella, lo que le llevó a jurar venganza. Sin embargo, su resentimiento hacia Yumiella comienza a desvanecerse a medida que avanza la historia.
William Ares (ウィリアム・アレス Wiriamu Aresu?)
Seiyū: Haruki Ishiya (CD drama, vomic, anime)
Un cavernícola quien constantemente no estaba de acuerdo con el nivel 99 de Yumiella y la desafiaba a pelear, a pesar de ser superado de manera humillante. Incluso concluyó que ella era el Señor Oscuro al principio, pensando que cometería actos malvados en el futuro, a pesar de que escuchó que el Señor Oscuro reviviría (que definitivamente no lo era debido a que el Señor Oscuro era un hombre). A medida que avanza la historia, poco a poco va perdiendo el disgusto por Yumiella.

### Reino de Valschein
Rey (の王 Ō?)
Seiyū: Tarusuke Shingaki (anime)
Gobernante del Reino de Valschein y padre de Edwin. A diferencia de su hijo, él apoya más a Yumiella y tiene la intención de usarla para ayudar en su lucha contra el Señor Oscuro. Yumiella finge estar de acuerdo porque en realidad no está interesada en servirle.
Reina (の女王 Joō?)
Seiyū: Mai Nakahara (anime)
Esposa del rey y madre de Edwin. Al igual que su marido, es más respetuosa con Yumiella.
Adolf (アドルフ Adorufo?)
Seiyū: Shinji Kawada (anime)
Un general que trabaja para el rey de Valschein.

### Hogar de los Dolkness
Conde Dolkness
Seiyū: Akira Koga (anime)
El padre de Yumiella quien desprecia a su hija junto con su esposa. Él sobornó a un grupo de asesinos para intentar matar a Yumiella por haber "traicionado" a su facción y mostrar lealtad al rey de Valschein.
Condesa Dolkness
Seiyū: Kaori Nakamura (anime)
La madre de Yumiella quien junto a su esposo aborrece a su hija.

### Otros personajes
Duque Hillrose
El padre de Eleonora y líder de la facción de nobles extremistas que se oponen a los reyes de Valschein.
Rita (リタ?)
Seiyū: Ikumi Hasegawa (anime)
Una criada que trabaja para Yumiella en su residencia. No mantiene mucha distancia con su amante, pero está molesta con su pensamiento descabellado.
Sara (サラ?)
Seiyū: Coco Hayashi (anime)
La hermana menor de Rita. Se convierte en rehén del conde Dolkness para obligar a Rita a envenenar a su hija, un hecho que es frustrado por Yumiella cuando la rescata.
Ronald (ロナルド Ronarudo?)
Seiyū: Makoto Furukawa (anime)
El director de la escuela, que asumió el cargo por orden del rey después de la dimisión del director anterior. A diferencia del director original, él apoya a Yumiella.
Barón Monford
Seiyū: Yūki Ishikari (anime)
El padre de Jessica que vive en el dominio de los Monford.
Director
Seiyū: Hiroki Maeda (vomic, anime)
El ex director de escuela anónimo que, como Edwin, duda de Yumiella y amenaza con expulsarla si demuestra que está en el nivel 99. Después de hacerlo, finalmente decidió renunciar y Ronald asumió su papel.
Profesora de magia
Seiyū: Hana Satō (vomic, anime)
Mujer profesora anónima que se desempeña como una de las instructoras de la escuela. Ella enseña a los estudiantes cómo usar la magia y es la única profesora que reconoce el verdadero poder de Yumiella tras observar su hechizo de flama oscura derritiendo la armadura.
Lino
Seiyū: Seiichirō Yamashita (anime)
Un espía del Reino de Remlest que una vez intentó que Yumiella se mudara a su reino.
Señor Oscuro (魔王 Maō?)
Seiyū: Daisuke Ono (anime)
El jefe final del videojuego otome Light Magic and the Hero. En la historia del juego original, Alicia y sus objetivos de captura logran derrotarlo antes de la pelea contra Yumiella, mientras que en la versión actual (a diferencia de la versión original), es Yumiella quien lo derrota por el mismo nivel de poder que ambos comparten en pelea. Al igual que Yumiella, es capaz de usar magia oscura y se revela que alguna vez fue humano antes de ser un gobernante del Reino Oscuro.

## Medios

### Novela ligera
Escrita por Satori Tanabata, la serie comenzó a serializarse como una novela web en el sitio web de publicación de novelas Shōsetsuka ni Narō el 15 de junio de 2018. Más tarde fue adquirida por Fujimi Shobo, quien comenzó a publicarla como una novela ligera con ilustraciones de Tea bajo su sello Kadokawa Books el 10 de mayo de 2019. Se ha recopilado en cinco volúmenes a junio de 2022 y la serie tiene licencia en inglés de J-Novel Club.

#### Lista de volúmenes
| N.º | Fecha de lanzamiento   | ISBN original          |
| --- | ---------------------- | ---------------------- |
| 1   | 10 de mayo de 2019     | ISBN 978-4-04-073172-8 |
| 2   | 9 de noviembre de 2019 | ISBN 978-4-04-073379-1 |
| 3   | 9 de mayo de 2020      | ISBN 978-4-04-073642-6 |
| 4   | 9 de abril de 2021     | ISBN 978-4-04-073862-8 |
| 5   | 10 de abril de 2022    | ISBN 978-4-04-074407-0 |

### Manga
Una adaptación de manga ilustrada por Nokomi comenzó a serializarse en la revista B's LOG Comic de Enterbrain el 5 de febrero de 2020. Se ha recopilado en cuatro volúmenes a partir de febrero de 2023. Una adaptación cómica de voz del manga cuenta con las voces de Fairouz Ai, Yuma Uchida y Azumi Waki fue estrenado el 24 de diciembre de 2021.

#### Lista de volúmenes
| N.º | Fecha de lanzamiento   | ISBN original                                                    |
| --- | ---------------------- | ---------------------------------------------------------------- |
| 1   | 1 de octubre de 2020   | ISBN 978-4-0473-6216-1                                           |
| 2   | 1 de noviembre de 2021 | ISBN 978-4-0473-6681-7 ISBN 978-4-0473-6793-7 (Edición Especial) |
| 3   | 1 de febrero de 2023   | ISBN 978-4-0473-7355-6                                           |
| 4   | 1 de marzo de 2024     | ISBN 978-4-0473-7808-7                                           |

### Anime
El 24 de marzo de 2023 se anunció una adaptación de la serie de televisión de anime. Está producida por Jumondō y dirigida por Minoru Yamaoka, con guiones escritos por Fumihiko Shimo, diseños de personajes a cargo de Hitomi Kaiho y Lo Ho Kim, y la banda sonora compuesta por Kana Utatane. La serie se estrenó en enero de 2024, en AT-X y otras redes. El tema de apertura, "Love or Hate?", es interpretado por Mayu Maeshima, mientras que el tema de cierre, "Suki ga Rebechi", es interpretado por Fairouz Ai y Rina Hidaka como sus respectivos personajes. El primer episodio presenta una canción insertada de Hanatan titulada "Ray of Light", que sirve como apertura del juego otome Light Magic and the Hero. Crunchyroll obtuvo la licencia de la serie fuera de Asia. Plus Media Networks Asia obtuvo la licencia de la serie en el Sudeste Asiático.